# مانجوت سينغ
مانجوت سينغ هو ممثل هندي، ولد في 7 يوليو 1992 بدلهي في الهند. من الجوائز التي نالها جوائز فيلم فير.

## جوائز
- جوائز فيلم فير

## وصلات خارجية
- مانجوت سينغ على موقع IMDb (الإنجليزية)
- مانجوت سينغ على موقع قاعدة بيانات الفيلم (الإنجليزية)